# Lamium album
La ortiga blanca (Lamium album L.) es una planta nativa de Europa, introducida en América durante el proceso de colonización de España.
Tiene propiedades excepcionales por lo cual este recurso vegetal es muy importante para el estudio farmacognósico: importancia tanto química como médica, así como su uso en el folklore andino

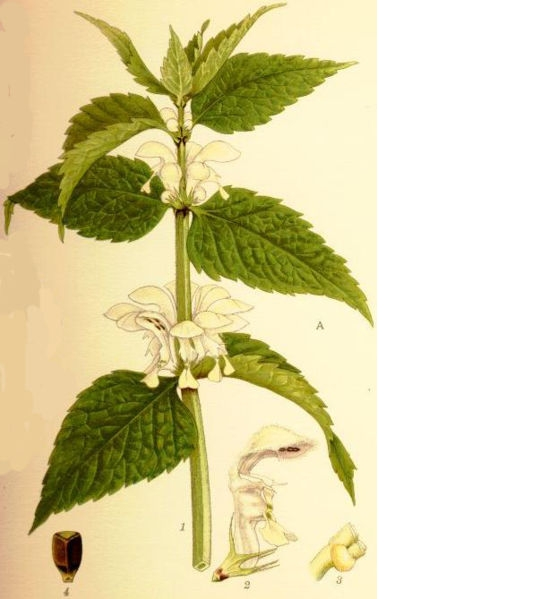
Ortiga blanca

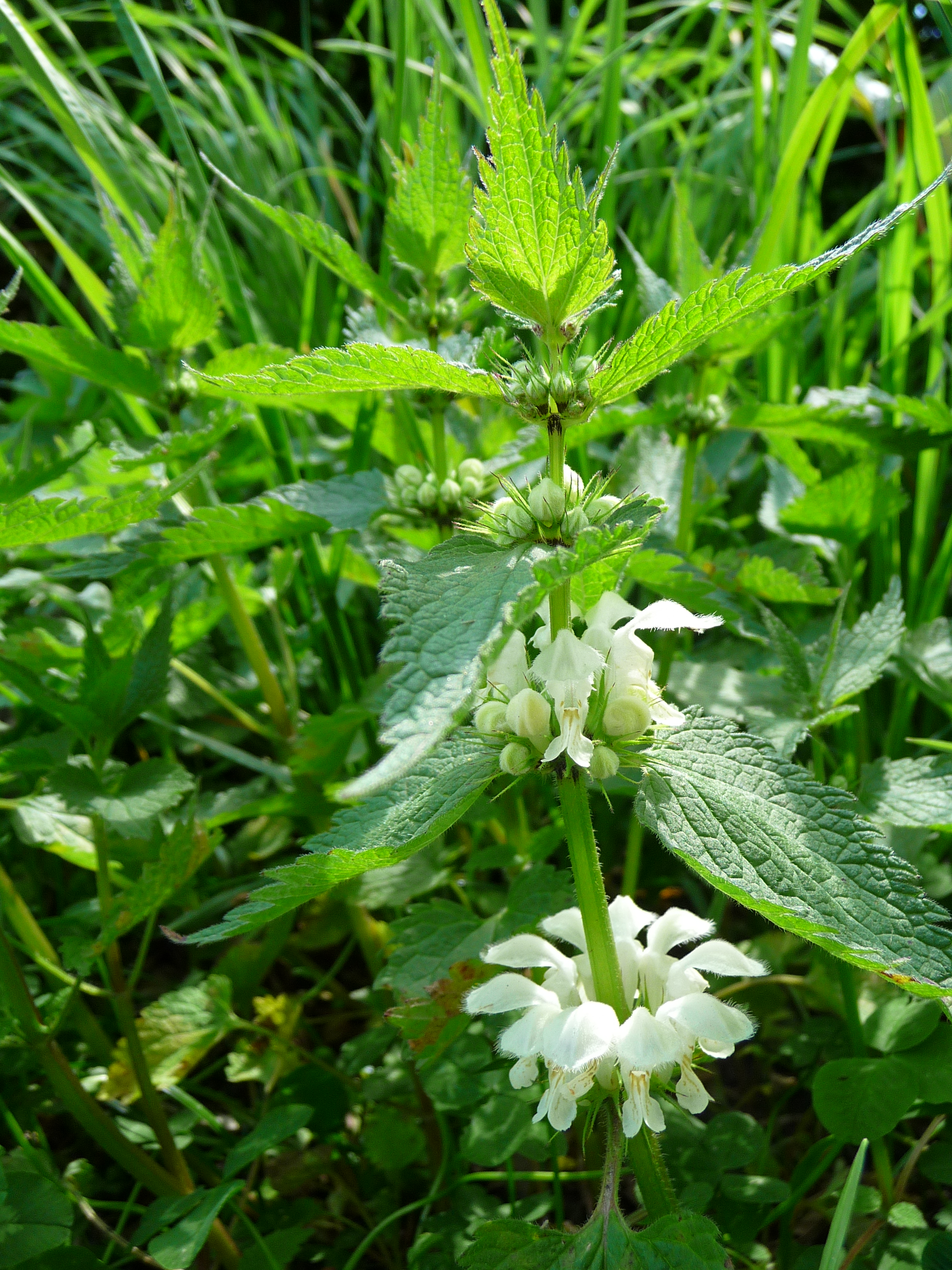
Vista de la planta

## Descripción
Planta herbácea perenne de tallo anguloso ascendente con hojas opuestas cordiformes; crece 5 a 10 dm de altura, las hojas son de 3 a 8 cm × 2 a 5 cm de, son triangulares con base redonda, aserradas superficialmente es muy parecida a la Urtica dioica, las flores son blancas (a esto debe su nombre y al parecido con la ortiga, pero, a diferencia de esta Lamium album no tiene pelos urticantes, por lo que se le conoce también como la «ortiga muerta»), dispuestas en verticilos; miden 1,5 a 2,5 cm de largo.

## Hábitat

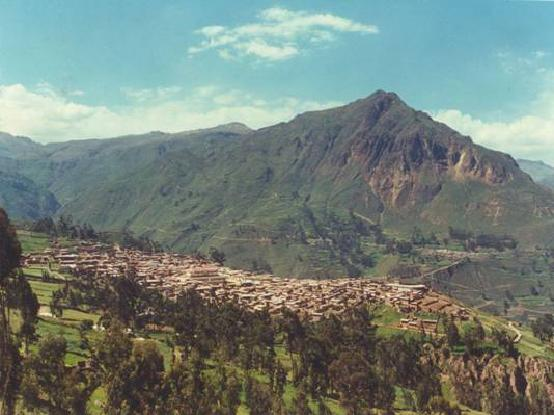
Hábitat de la ortiga blanca

Habita entre los 500 y 2500 m s. n. m. en un clima seco, de temperatura de alrededor de los 10 y 15 °C con escasa humedad, con poco viento, lluvias esporádicas, se encuentra especialmente es zonas de difícil acceso ya que a esta planta le gusta vivir en zonas con mucha vegetación y disponibilidad de agua, especialmente en los matorrales.

## Taxonomía
Lamium album, fue descrita por Carlos Linneo y publicado en Species Plantarum 2: 579. 1753.
Sinonimia
Lamium album
- Lamium vulgatum var. album (L.) Benth., Labiat. Gen. Spec.: 514 (1834), nom. illeg.

subsp. album Europa hasta China
- Lamium capitatum Sm. in Rees, Cycl. 20: 7 (1812).
- Lamium vulgatum Benth., Labiat. Gen. Spec.: 514 (1834).
- Lamium parietariifolium Benth., Labiat. Gen. Spec.: 739 (1835).
- Lamium niveum Rchb.f. in H.G.L.Reichenbach, Icon. Fl. Germ. Helv. 18: 3 (1856), nom. illeg.
- Lamium brachyodon (Bordz.) Kuprian., Bot. Mater. Gerb. Bot. Inst. Komarova Akad. Nauk S.S.S.R. 14: 345 (1951).
- Lamium turkestanicum Kuprian., Bot. Mater. Gerb. Bot. Inst. Komarova Akad. Nauk S.S.S.R. 14: 346 (1951).
- Lamium dumeticola Klokov, Bot. Mater. Gerb. Bot. Inst. Komarova Akad. Nauk S.S.S.R. 16: 319 (1954).
- Lamium sempervirens A.P.Khokhr., Byull. Glavn. Bot. Sada 152: 61 (1989).
- Lamium hyrcanicum A.P.Khokhr., Novosti Sist. Vyssh. Rast. 28: 137 (1991).
- Lamium transcaucasicum A.P.Khokhr., Novosti Sist. Vyssh. Rast. 28: 136 (1991).

subsp. barbatum (Siebold & Zucc.) Mennema, Leiden Bot. Ser. 11: 70 (1989). Lejano oriente de Rusia hasta Japón y China.
- Lamium barbatum Siebold & Zucc., Fl. Jap. Fam. Nat.: 34 (1845).
- Lamium takeshimense Nakai, Rep. Veg. Ooryongto: 40 (1919).

subsp. crinitum (Montbret & Aucher ex Benth.) Mennema, in Fl. Iran. 150: 323 (1982). Turquía a Himalaya central.
- Lamium crinitum Montbret & Aucher ex Benth., Ann. Sci. Nat., Bot., II, 6: 48 (1836).
- Lamium petiolatum Royle ex Benth., Hooker's J. Bot. Kew Gard. Misc. 3: 381 (1833).
- Lamium robertsonii Boiss., Diagn. Pl. Orient. 7: 54 (1846).
- Lamium persicum Boiss. & Buhse, Nouv. Mém. Soc. Imp. Naturalistes Moscou 12: 180 (1860).
- Lamium setidens Freyn, Oesterr. Bot. Z. 41: 58 (1891).
- Lamium oreades Azn., Magyar Bot. Lapok 17: 22 (1918 publ. 1919).
- Lamium leucolophum Hausskn. ex R.R.Mill, Notes Roy. Bot. Gard. Edinburgh 38: 37 (1980).[2]

## Proceso de preparación de la droga
Para aplicaciones medicinales, aunque también sirven las hojas, se recolectan preferiblemente las flores, entre mayo y septiembre. Estas hay que recogerlas antes de que abran, ya que pierden sus propiedades, y siempre a mano y con tiempo seco; hay que esperar a que el rocío se haya evaporado. Las partes cortadas hay que colocarlas rápidamente en capas finas a la sombra o en secadero, a una temperatura máxima de 40 °C. Las flores ya secas tienen sabor amargo y despiden un olor meloso. Se conservan en sobres o tarros cerrados, y en un lugar oscuro y alejado de la humedad
Luego de haber dejado secar la planta de la manera descrita por alrededor de una semana y estabilizado previamente, se procede a hacer el macerado, para ello se toma 10 g de hojas, flores, tallo y raíz y se las coloca en un envase de vidrio ámbar cada una en su respectivo frasco junto con 100 ml de alcohol etílico a 96° y se deja macerar por alrededor de 10 días.

## Usos populares
Popularmente, se han achacado a la planta propiedades depurativas, hipoglucemiantes y antirreumáticas. 
Además, externamente se ha utilizado en inflamaciones vaginales, hemorroides, faringitis, estomatitis y quemaduras. 
Otra característica de esta planta -y que tiene también que ver con su popularidad- es su total inocuidad; incluso en algunos países europeos, en épocas de mucha hambre, se utilizaron sus hojas, hervidas y sazonadas con determinados condimentos, como alimento de primera mano. 
- Infusión. 30 g de sumidades floridas en 1 L de agua.

De esta infusión se pueden tomar hasta 3 tazas al día, preferentemente después de las comidas. 
- Extractos. Se parte del extracto fluido, se pueden tomar de 20-30 gotas, 3 veces al día; si se trata del extracto seco, basta con una dosis entre 0,5 y 2 g al día, repartidos en las comidas.

- Jarabe. Se puede preparar un jarabe a partir de la tintura de la planta.

- Uso externo. Hirviendo la planta un par de horas y dejándola luego en maceración se obtiene el mucílago de la planta, muy útil para atenuar el dolor de pies hinchados.

Se aplica directamente.

## Componentes farmacológicos
Sus propiedades farmacológicas más características se refieren a sus acciones tónica y astringente -debidas a los taninos- y antiséptica y levemente hemostática por los flavonoides y fenoles; asimismo, la presencia de mucílago le confiere una acción demulcente.
Por todo ello su uso está indicado en diarreas, bronquitis, dolores menstruales y otras afecciones ginecológicas.

## Propiedades farmacológicas
- Expectorante
- Antidiarreico
- Cicatrizante

Vía oral: catarros de las vías respiratorias superiores, tratamiento de las inflamaciones leves de la mucosa orofaringea y de leucorreas inespecíficas.
Uso tópico: inflamaciones cutáneas leves.

## Estudio fármacognóstico

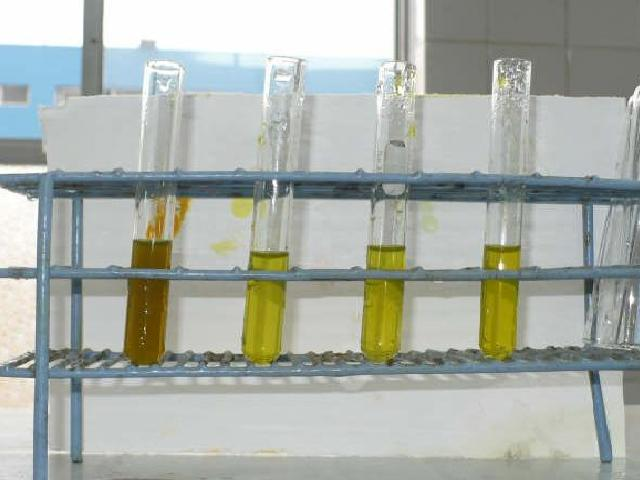
Positivo para flavonoides.

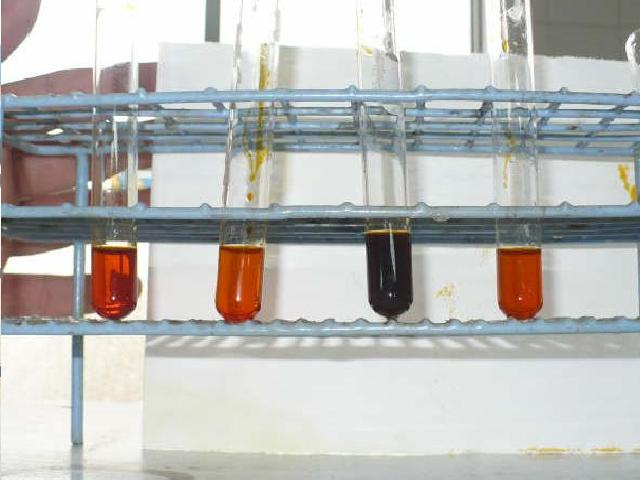
Positivo para alcaloides.

El macerado de las flores, hojas, tallo y raíz se sometieron a un screening fitoquímico dando positivo para taninos, flavonoides y alcaloides
Previamente se sometió a un proceso de purificación en el rota vapor para concentrar la muestra
El extracto seco se disuelve en agua (150 ml) y la porción soluble fue repartida entre CH2Cl2 (4 × 150 ml) y n butanol (4 × 150 ml) una alícuota (20 g) del extracto de n butanol fue sometida a una cromatografía en silica gel (30 g).
La elución fue hecha en éter de petróleo seguida por incremento de concentraciones de CHCl3 (10%, 20%, 30%....100% cada 20 ml) obteniéndose 3 fracciones en cada parte de la planta (flores, hojas, tallo, raíz), cada fracción fue sometida a cromatografía en capa fina encontrándose coincidencia en el de las flores y hojas, así como en el tallo y raíz.

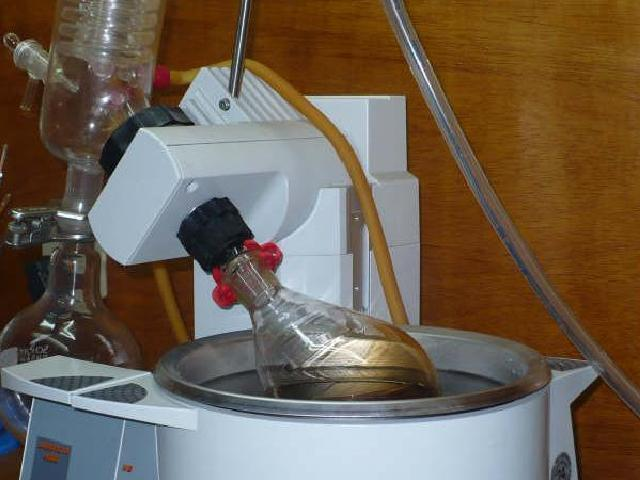
Rota vapor con la muestra de extracto de ortiga blanca

## Conclusiones
De la siguiente investigación se puede concluir que el uso, en la cultura andina, de esta planta se ve repotenciado con la investigación realizada, confirmando así las propiedades ya discutidas así como también se puede identificar cuales son los componentes que tienen las propiedades farmacológicas y su posible uitilización en la industria farmacéutica.

## Nombres comunes
- Castellano: hortiga muerta que hace las flores blancas, lamio, lamio blanco, leucada, ortiga blanca, ortiga muerta, ortiga muerta blanca.[3]